# Адольф Фридрих I Мекленбургский
Адольф Фридрих I Мекленбургский (нем. Adolf Friedrich I., Herzog zu Mecklenburg-Schwerin; 15 декабря 1588, Шверин — 27 февраля 1658, Шверин) — герцог Мекленбург-Шверина (в 1592—1610 годах правил при регентах, с 1621 года — самостоятельно), а также совместно с братом Иоганном Альбрехтом II Мекленбургским соправитель всего Мекленбурга в 1610—1621 годах.

## Биография
Адольф Фридрих — сын герцога Иоганна VII Мекленбургского и Софии Шлезвиг-Гольштейн-Готторпской.
После смерти отца 22 марта 1592 года Адольф Фридрих стал правителем Мекленбург-Шверина при регентах: герцоге Ульрихе Мекленбург-Гюстровском и герцоге Карле I Мекленбургском. 16 апреля 1608 года Адольф Фридрих был объявлен совершеннолетним и правил в Мекленбург-Шверине совместно с братом Иоганном Альбрехтом II, а после смерти Карла 22 июля 1610 года и в Мекленбург-Гюстрове. При втором разделе основных мекленбургских земель Адольфу Фридриху отошли территории Мекленбург-Шверина.
В 1623 году оба брата вступили в оборонительный союз нижнесаксонских сословий, пытались сохранить в войне нейтралитет, но оказывали тайную поддержку датским войскам короля Кристиана IV, за что имперскими войсками под управлением Тилли рассматривались в качестве противников.
19 января 1628 года в Богемии император Фердинанд II издал грамоту, отстранявшую братьев-герцогов от власти в стране и передававшую их земли Валленштейну сначала по гарантии, а затем с наследованием. В мае 1628 года братья покинули страну под напором Валленштейна и вернулись лишь после низвержения Валленштейна в мае 1631 года с помощью шведских войск. За это они были обязаны уступить шведам на время город Висмар с островом Пёль, амт Нойклостер и Варнемюнде, которые, за исключением Варнемюнде, окончательно отошли им по Вестфальскому договору в 1648 году, а герцогу Адольфу Фридриху достались епископства Шверин и Ратцебург, ставшие светскими княжествами, и комтурство иоаннитов в Мирове.
Мекленбург сильно пострадал от ужасов Тридцатилетней войны. Страна была опустошена шведами и имперскими войсками. Население сократилось с 300 до 50 тысяч человек.
Адольф Фридрих состоял в Плодоносном обществе и носил имя «Великолепный».

## Потомки
У Адольфа Фридриха I было 19 детей от двух браков, из которых 12 достигли зрелого возраста.

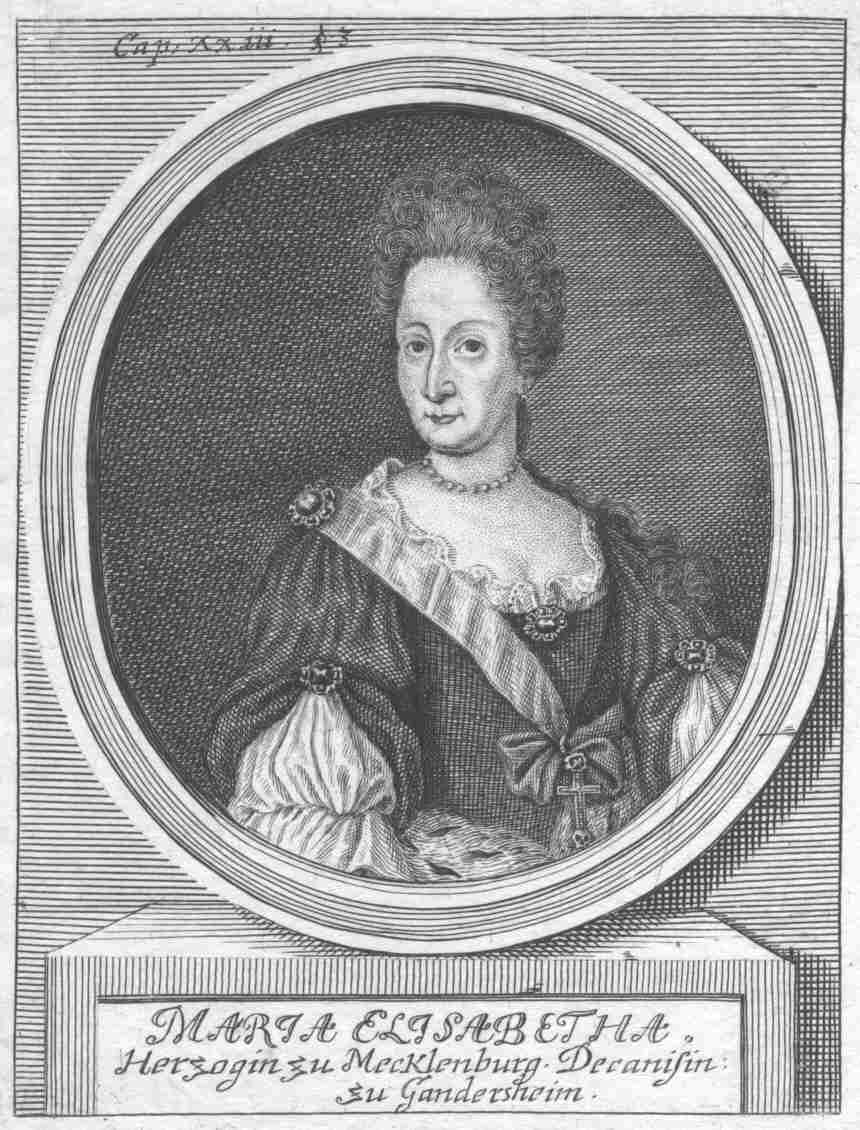
Мария Елизавета, аббатиса Гандерсгеймского монастыря

Первым браком Адольф Фридрих сочетался в 1622 году с Анной Марией (1601—1634), дочерью графа Энно Ост-Фрисландского (1563—1625) и имел с нею следующих детей:
- Кристиан Людвиг I (1623—1692), герцог Мекленбург-Шверина, женат на Кристине Маргарите Мекленбург-Шверинской, затем на Элизабет-Анжелике де Монморанси-Бутвиль
- София Агнесса (1625—1694), была помолвлена с наследным маркграфом Эрдманом Августом Бранденбург-Байрейтским, внезапно умершим до бракосочетания, аббатиса Рюнского монастыря
- Карл (1626—1670), герцог Мекленбурга, в Мирове
- Анна Мария (1627—1669), с 1647 года замужем за герцогом Августом Саксен-Вейсенфельсским (1614—1680)
- Иоганн Георг (1629—1675), герцог Мекленбурга, в Мирове
- Гедвига (1630—1631), умерла во младенчестве
- Густав Адольф (1632—1670), герцог Мекленбурга, в Шверине
- Юлиана (1633—1634), умерла во младенчестве

Второй брак Адольф Фридрих заключил в 1635 году с Марией Екатериной (1616—1665), дочерью князя Юлия Эрнста Брауншвейг-Данненбергского (1571—1636), в котором у него родились:
- Юлиана Сибилла (1636—1701), с 9 марта 1695 года аббатиса монастыря Рюн
- Фридрих (1638—1688), герцог Мекленбурга, в Грабове
- Кристина (1639—1693), аббатиса Гандерсгеймского монастыря с 1681 года
- Бернгард Сигизмунд (1641—1641), умер во младенстве
- Августа (1643—1644), умерла во младенчестве
- Мария Елизавета (1646—1713), аббатиса монастыря Рюн с 1705 года, аббатиса Гандерсгеймского монастыря с 1712 года
- Анна София (1647—1726), с 1677 года замужем за герцогом Юлием Сигизмундом Вюртемберг-Юлиусбургским (1653—1684)
- Адольф Эрнст (1650—1651), умер во младенчестве
- Филипп Людвиг (1652—1655), умер в возрасте 3-х лет
- Генрих Вильгельм (1653—1653), умер во младенчестве
- Адольф Фридрих II (1658—1708), герцог Мекленбург-Стрелица